# Fraxinus caroliniana
Fraxinus caroliniana är en syrenväxtart som beskrevs av Philip Miller. Fraxinus caroliniana ingår i släktet askar, och familjen syrenväxter. Inga underarter finns listade i Catalogue of Life.